# Franse tamarisk
De Franse tamarisk (Tamarix gallica, synoniem: Tamarix anglica) is een plant uit de tamariskfamilie (Tamaricaceae).
Het is een veerachtige struik met slanke, zweepachtige takken, die bruin of purperkleurig zijn. De soort komt vooral voor aan zee en langs rivieren in Zuidwest-Europa, maar wordt op andere plaatsen ook aangeplant.
De bladeren zijn erg klein en schubachtig. Ze zijn grijsgroen van kleur en zijn tegen de takken aan gedrukt. Onderaan zijn de bladeren stengel omvattend.
De Franse tamarisk bloeit van juli tot september. De bloemen hebben een doorsnede van circa 3 mm. Ze zijn roze of wit en vormen katjesachtige trossen.

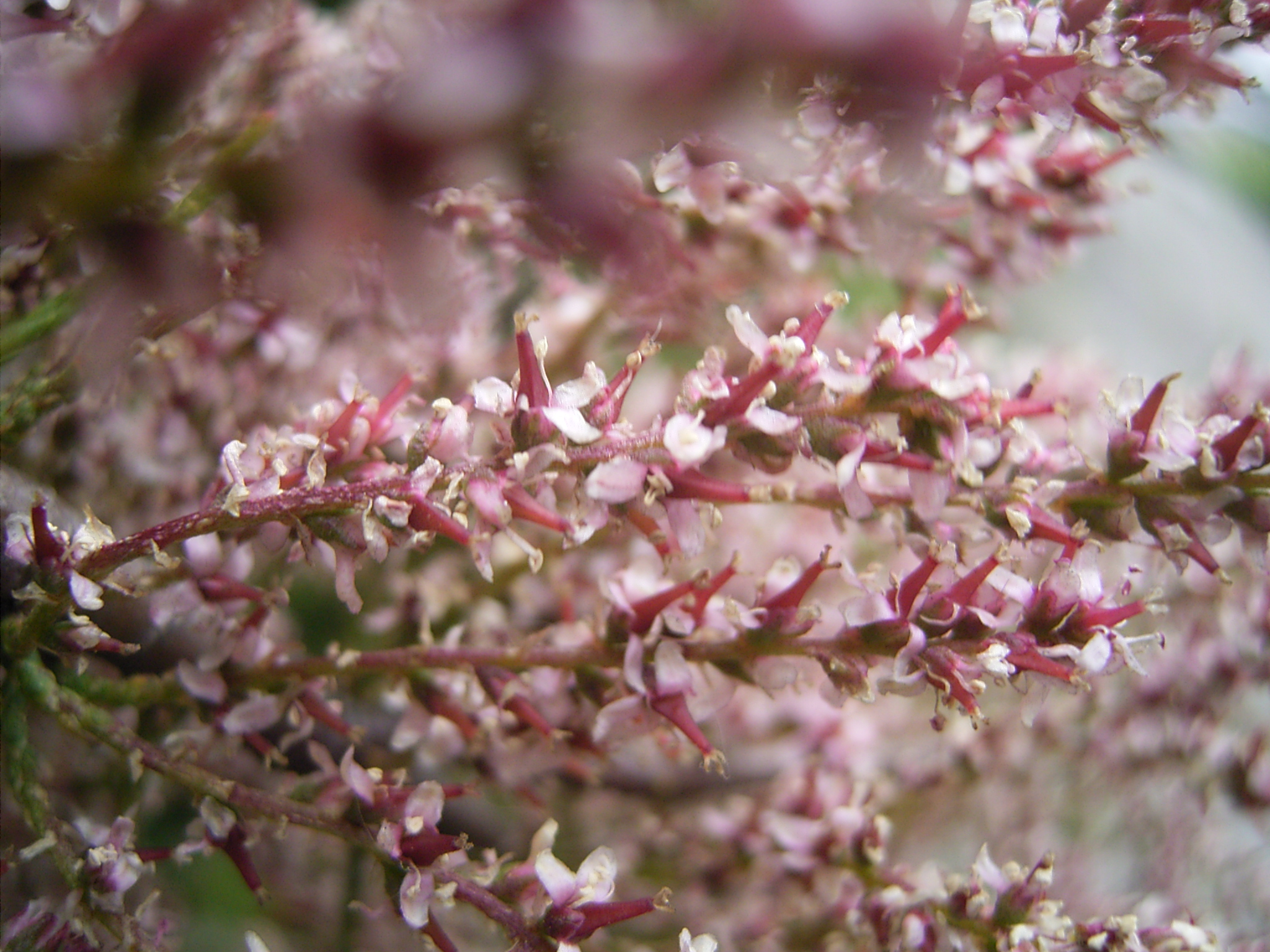

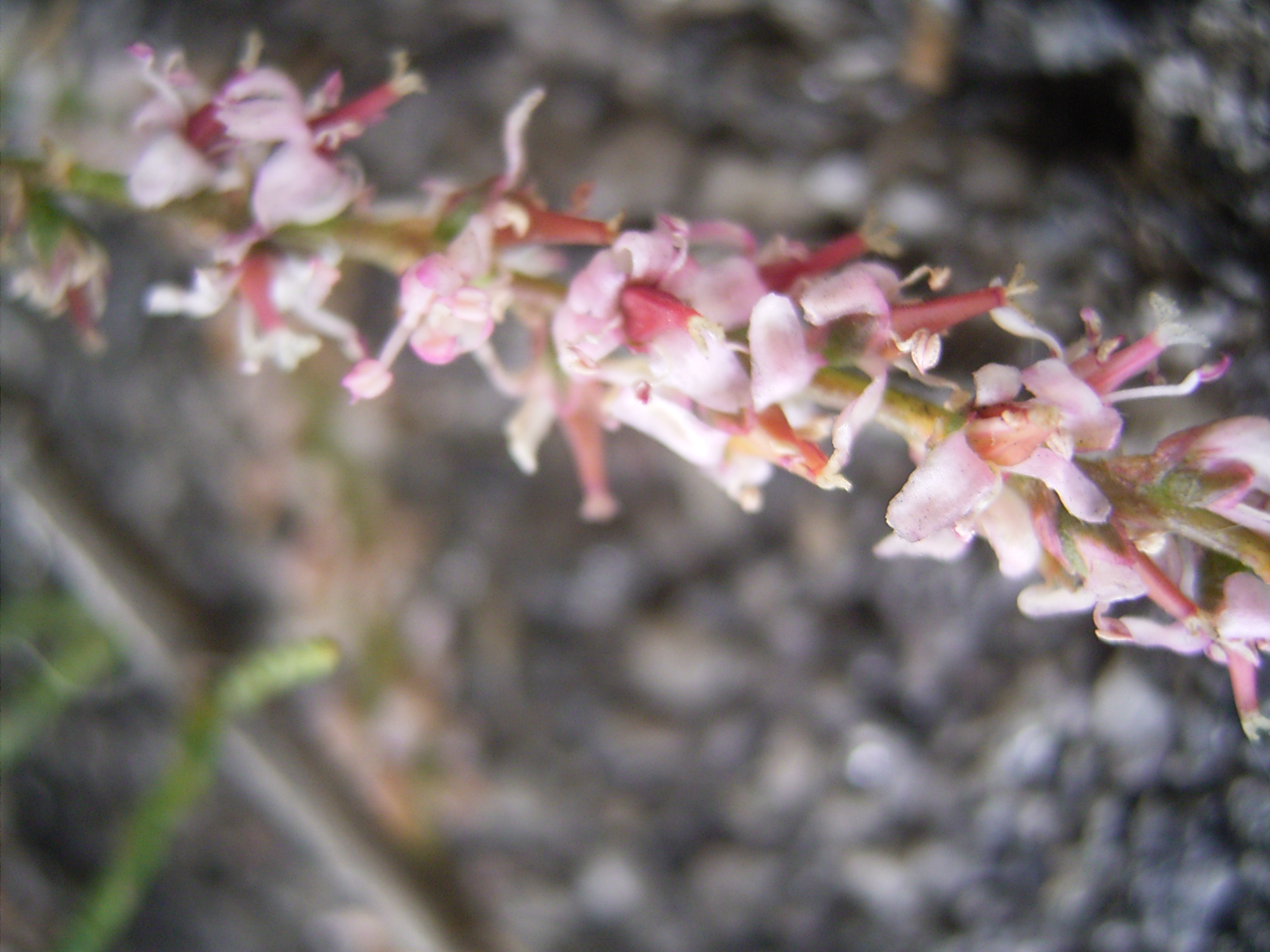